# UFC 187
UFC 187: Johnson vs. Cormier foi um evento de artes marciais mistas promovido pelo Ultimate Fighting Championship, ocorreu no dia 23 de maio de 2015 no MGM Grand Garden Arena em Las Vegas, Nevada.

## Background
A luta principal seria a luta pelo Cinturão Meio Pesado do UFC entre o ex-campeão Jon Jones e o desafiante n°1 Anthony Johnson. No entanto, em 28 de Abril, Jones se envolveu em um acidente de carro, onde bateu o carro e fugiu do local, o UFC então decidiu cassar seu título e suspendê-lo por tempo indeterminado. Para seu lugar, foi colocado o ex-desafiante Daniel Cormier, que era esperado para enfrentar Ryan Bader no UFC Fight Night 68, eles lutarão pelo título vago.
Ocorrerá também mais uma disputa de cinturão no evento, será o combate entre o atual campeão Chris Weidman e o desafiante Vitor Belfort pelo Cinturão Peso Médio do UFC.
O evento também contaria co a luta pela vaga de desafiante n°1 ao cinturão dos leves entre Donald Cerrone e Khabib Nurmagomedov. No entanto, em 30 de Abril, Nurmagomedov sofreu uma lesão no joelho e foi substituído por John Makdessi.
Sean Spencer era esperado para enfrentar Mike Pyle no evento. No entanto, uma lesão o tirou da luta, e o UFC colocou Colby Covington em seu lugar.

### Acidente de Jones
Em 26 de Abril, surgiu o rumor que Jones teria que se retirar da luta. Após vários rumores sobre a possível remoção de Jones, foi depois confirmado pelo MMAFighting que Jones estava sendo procurado por um interrogatório por causa de um acidente de carro em Albuquerque, New Mexico, em que ele havia batido o carro e fugido do local. O caso está sobre investigação e o Departamento de Polícia de Albuquerque gostaria  de falar com Jones a respeito disso. De acordo com o porta-voz do departamento Simon Drobik, Jones foi nomeado suspeito. O UFC afirmou que eles estavam cientes do interesse do DPA em falar com Jones e eles "estavam em processo de coleta de fatos e iriam reservar mais comentários até obter mais informações."
No dia seguinte, novas informações que Jones supostamente fugiu do local do acidente antes de voltar para pegar um “punhado grande de dinheiro,” de acordo com o relatório da polícia. Um policial no local revistou o carro que supostamente passou no sinal vermelho e causou o acidente na manhã de domingo, e afirmou que achou os documentos de identificação de Jones. O policial também encontrou um cachimbo de maconha e maconha no interior do veículo, que era alugado. O caso de Jones estava sendo investigado como um delito, o que acarreta uma pena máxima de um ano na prisão e multas. No entanto, a vítima, uma mulher grávida, quebrou o braço e agora Jones também carrega uma acusação de crime, o que acarreta a prisão de três anos, além de multas. Um mandado de prisão para o lutador foi emitido, e eventualmente, Jones se entregou, após seu advogado organizar os planos para sua rendição. Apenas algumas horas depois, Jones pagou a fiança de $2,500 e deixou o Centro Metropolitano de Detenção do Condado de Bernalillo na noite de segunda. O UFC anunciou em 28 de Abril 28, que Jones havia sido cassado do título e suspenso por tempo indefinido devido a seu suposto envolvimento.

## Card Oficial
Nota 1 Pelo Cinturão Meio Pesado do UFC.
Nota 2 Pelo Cinturão Peso Médio do UFC.

## Bônus da Noite
- Luta da Noite:  Travis Browne vs.  Andrei Arlovski
- Performance da Noite:  Daniel Cormier e  Chris Weidman